# (100372) 1995 UR54
(100372) 1995 UR54 es un asteroide perteneciente al cinturón de asteroides, descubierto el 17 de octubre de 1995 por el equipo del Spacewatch desde el Observatorio Nacional de Kitt Peak, Arizona, Estados Unidos.

## Designación y nombre
Designado provisionalmente como 1995 UR54.

## Características orbitales
1995 UR54 está situado a una distancia media del Sol de 2,366 ua, pudiendo alejarse hasta 2,755 ua y acercarse hasta 1,977 ua. Su excentricidad es 0,164 y la inclinación orbital 3,752 grados. Emplea 1329 días en completar una órbita alrededor del Sol.

## Características físicas
La magnitud absoluta de 1995 UR54 es 16,3.